# Bouwval (verhalenbundel)
Bouwval is het debuut van de Nederlandse schrijver Frans Kellendonk dat verscheen in mei 1977.

## Geschiedenis
Hoewel Kellendonk voor mei 1977 al gepubliceerd had in leerlingenbladen en enkele vertalingen uit het Engels het licht had doen zien, was Bouwval zijn eigenlijke literaire debuut. Het bevatte drie verhalen: het titelverhaal Bouwval, gevolgd door Achter het licht en De waarheid en mevrouw Kazinczy. Nog in 1977 volgden drie herdrukken.

### Waardering
Het debuut van Kellendonk werd bekroond met de eerste Anton Wachterprijs waarvoor Kellendonk op 24 september 1977 in Harlingen het dankwoord uitsprak.

### Toneelbewerking
In 1978 werd een toneelbewerking van Achter het licht opgevoerd door studenten van de Amsterdamse Toneelschool

### Vertaling
- 'Razvaliny', in: Sidr dlja bednjakov. Sovremennaja niderlandskaja povest. Moskva, Progress, 1980 [vertaling van 'Bouwval' in het Russisch].